# Polygonum douglasii
Polygonum douglasii är en slideväxtart som beskrevs av Edward Lee Greene. Polygonum douglasii ingår i släktet trampörter, och familjen slideväxter. Inga underarter finns listade i Catalogue of Life.